# Astrid Kersseboom
Astrid Kersseboom (Vlaardingen, 14 januari 1966) is een  Nederlandse presentatrice. 
Ze verwierf bekendheid als presentator van het NOS Journaal en later als vaste presentatrice van het NOS Radio 1 Journaal op NPO Radio 1.

## Loopbaan
Astrid Kersseboom studeerde af aan de Academie voor de Journalistiek in Tilburg, voordat zij ging werken bij het Energiebedrijf Rotterdam als bedrijfsjournalist. Dat duurde een jaar. Vanaf 1988 werkte zij bij Omroep Brabant.  
Sinds 1998 werkt zij bij de NOS, eerst als nieuwslezer bij de radiobulletins. Vanaf 2001 presenteerde zij bij Studio Sport, waar zij de Sportjournaals voor haar rekening nam. Daarnaast viel zij in bij het NOS Journaal.  

### Televisie
In 2004 maakte Kersseboom de volledige overstap naar het NOS Journaal, waar ze op verschillende tijdstippen het nieuws presenteerde. Daarnaast was zij de vaste presentatrice van het journaal om acht uur 's avonds op zaterdagen. Door de week was zij 's avonds voor het achtuurjournaal de vaste vervangster van anchor Sacha de Boer. 
Kersseboom was in 2006 en 2008 de presentatrice van het jaaroverzicht van het NOS Journaal, daarnaast deed ze verschillende verkiezingsuitzendingen. Astrid Kersseboom deed veel uitzendingen over het Koninklijk Huis voor NOS Evenementen (de nieuwe naam van NOS Actueel). Vanaf 2007 presenteerde ze voor de NOS de traditionele televisie-uitzending rondom Koninginnedag en later  Koningsdag. In 2013 presenteerde zij op 30 april de inhuldiging van koning Willem-Alexander en op 30 november de viering van 200 jaar koninkrijk.
Toen De Boer begin 2013 te kennen gaf te willen stoppen als nieuwslezeres, bood Kersseboom zich aan als haar opvolgster. Zij werd echter afgewezen. Volgens haar was dat omdat de NOS-leiding koos voor een nieuwe generatie. Dit deed niet af aan de frequentie van haar optreden in de nieuwsuitzendingen. In de zomer van dat jaar was ze een van de gastpresentatoren bij Knevel & Van den Brink.

### Radio
Op 5 november 2021 maakte de NOS bekend dat Kersseboom vanaf 2022 het NOS Radio 1 Journaal zou gaan presenteren. Al vanaf 1999 presenteerde ze dit programma op invalbasis. Ze keerde daarmee na 21 jaar bij de televisie terug bij de radio. Hiermee is zij de opvolger van Jurgen van den Berg. Op 31 december 2021 presenteerde zij haar laatste achtuurjournaal.

## Trivia
- Astrid Kersseboom is gehuwd en heeft twee kinderen.
- In de zomer van 2020 won Kersseboom het spelprogramma De Slimste Mens.
- In februari 2023 versliep Kersseboom zich voor haar radioprogramma, waardoor ze zelf het nieuws haalde.[4]

- International Standard Name Identifier: 0000 0003 6885 6035
- Nederlandse Thesaurus van Auteursnamen: 322745373
- Virtual International Authority File: 287863525
- WorldCat: E39PBJqqrTkWRTMxqY7gbgJMT3